# SV 63 Brandenburg-West
Der SV 63 Brandenburg-West ist ein Sportverein (SV) aus Brandenburg an der Havel.

## Geschichte
1963 wurde der Verein SG Dynamo Brandenburg-West gegründet. Handball war eine Sektion des Vereins. In den Wendejahren 1989/1990 gliederte sich die Abteilung Handball aus der SG Dynamo aus und gründete den SV 63. Im Jahr 2011 gehörten ihm 420 Mitglieder an, davon 250 Kinder und Jugendliche.
Die erste Herren-Mannschaft des Vereins erreichte 2011 den Aufstieg in die 3. Liga. Trainer war Peter Höhne. Die Mannschaft stieg nach einer Spielzeit ab. Die erste Frauen-Mannschaft spielte in der Saison 2013/14 in der 3. Liga. Seit 2014 tritt die Mannschaft in der Oberliga Ostsee-Spree an. Sie wird von Marcel Wiesner trainiert. Zu den bekannten ehemaligen Handballspielern des SV 63 Brandenburg-West zählen Lutz Grosser und Matthias Reckzeh.
Weitere Sportarten im Verein neben dem Handball sind Fußball, Kraftsport, Bowling und Ju-Jutsu.